# Matt Peart
Matthew Peart (Kingston, 11 giugno 1997) è un giocatore di football americano giamaicano che milita nel ruolo di offensive tackle per i Denver Broncos della National Football League (NFL).

## Carriera

### New York Giants
Peart al college giocò a football con all'Università del Connecticut dal 2016 al 2019. Fu scelto nel corso del terzo giro (99º assoluto) del Draft NFL 2020 dai New York Giants. Debuttò come professionista il 27 settembre contro i San Francisco 49ers e disputò la prima partita come titolare nella settimana 6 dopo che Andrew Thomas fu punito per essersi presentato in ritardo a un incontro della squadra. La sua stagione da rookie si concluse con 11 presenze.